# Windows Contacts
Windows Contacts là trình quản lý thông tin liên lạc trong Windows Vista thay thế phần lớn các chức năng của Windows Address Book. Windows Mail được tích hợp với chương trình này. Windows Contacts sử dụng định dạng XML mới trong đó mỗi thông tin liên lạc là một tệp có dạng individual.contact, và có thể lưu các thông tin liên lạc khác, bao gồm cả ảnh. Ngoài ra chương trình còn cung cấp các API để các ứng dụng bên thứ ba sử dụng trong việc lưu trữ các thông tin tùy chọn. Các định dạng được hỗ trợ bao gồm *.wab, *.vcf (vCard) and *.csv.

## Tệp Windows Contacts mẫu
Sau đây là tệp mẫu chứa thông tin về một người:
Windows Contact 1.0:
```
<?xml version="1.0" encoding="UTF-8"?>
<c:contact xmlns:c="http://schemas.microsoft.com/Contact"
	xmlns:xsi="http://www.w3.org/2001/XMLSchema-instance" 
	xmlns:MSP2P="http://schemas.microsoft.com/Contact/Extended/MSP2P" c:Version="1">
	<c:Gender>Male</c:Gender>
	<c:CreationDate>2009-04-01T14:20:31Z</c:CreationDate>
	<c:Extended xsi:nil="true" />
	<c:ContactIDCollection>
		<c:ContactID c:ElementID="f38b1a9b-08b1-409a-b8e3-e0b9ba4be1c3">
			<c:Value>5e26d97a-572b-4aea-8ee2-d225070acba0</c:Value>
		</c:ContactID>
	</c:ContactIDCollection>
	<c:EmailAddressCollection>
		<c:EmailAddress c:ElementID="ee53fca8-a876-48fb-ac92-ce30a3ce0b65">
			<c:Type>SMTP</c:Type>
			<c:Address>forrestgump@forrestgump.com</c:Address>
			<c:LabelCollection>
				<c:Label>Preferred</c:Label>
			</c:LabelCollection>
		</c:EmailAddress>
		<c:EmailAddress c:ElementID="0b86ff5c-4201-460b-9eae-bc5d79dfe66d"
			xsi:nil="true" />
	</c:EmailAddressCollection>
	<c:NameCollection>
		<c:Name c:ElementID="3aec1c79-ea8d-4ce4-b204-94246502e9d0">
			<c:FormattedName>Gump, Forrest</c:FormattedName>
			<c:FamilyName>Gump</c:FamilyName>
			<c:GivenName>Forrest</c:GivenName>
		</c:Name>
	</c:NameCollection>
	<c:PhysicalAddressCollection>
		<c:PhysicalAddress c:ElementID="d63a50ea-bf80-45b1-a293-73345b58adcd">
			<c:Country>United States of America</c:Country>
			<c:PostalCode>30314</c:PostalCode>
			<c:Region>LA</c:Region>
			<c:Locality>Baytown</c:Locality>
			<c:Street>100 Waters Edge</c:Street>
			<c:LabelCollection>
				<c:Label>Business</c:Label>
			</c:LabelCollection>
		</c:PhysicalAddress>
		<c:PhysicalAddress c:ElementID="c3c677a9-5b9d-40f5-9de2-9ad83b4ef646">
			<c:Country>United States of America</c:Country>
			<c:PostalCode>30314</c:PostalCode>
			<c:Region>LA</c:Region>
			<c:Locality>Baytown</c:Locality>
			<c:Street>102 Waters Edge</c:Street>
			<c:LabelCollection>
				<c:Label>Personal</c:Label>
			</c:LabelCollection>
		</c:PhysicalAddress>
	</c:PhysicalAddressCollection>
	<c:PhoneNumberCollection>
		<c:PhoneNumber c:ElementID="1031f375-5317-4b15-af90-3e5b65437596">
			<c:Number>(111) 555-1212</c:Number>
			<c:LabelCollection>
				<c:Label>Voice</c:Label>
				<c:Label>Business</c:Label>
			</c:LabelCollection>
		</c:PhoneNumber>
		<c:PhoneNumber c:ElementID="f939f8df-87e3-487d-9382-fde63ac3d13a">
			<c:Number>(111) 555-1215</c:Number>
			<c:LabelCollection>
				<c:Label>Voice</c:Label>
				<c:Label>Personal</c:Label>
			</c:LabelCollection>
		</c:PhoneNumber>
	</c:PhoneNumberCollection>
	<c:UrlCollection>
		<c:Url c:ElementID="10791e0a-02a1-4c7a-8b13-707cee38dafe">
			<c:Value>http://www.bubbagumpshrimp.com</c:Value>
			<c:LabelCollection>
				<c:Label>Business</c:Label>
			</c:LabelCollection>
		</c:Url>
		<c:Url c:ElementID="06ed7300-0d3e-4bf0-8dc5-f3e06248d896">
			<c:Value>http://www.forrestgump.com</c:Value>
			<c:LabelCollection>
				<c:Label>Personal</c:Label>
			</c:LabelCollection>
		</c:Url>
	</c:UrlCollection>
	<c:PositionCollection>
		<c:Position c:ElementID="f192d6ef-31bd-4e4e-910e-77aa47734698">
			<c:Department>Shrimp Department</c:Department>
			<c:JobTitle>Shrimp Man</c:JobTitle>
			<c:Company>Bubba Gump Shrimp Co.</c:Company>
			<c:LabelCollection>
				<c:Label>Business</c:Label>
			</c:LabelCollection>
		</c:Position>
	</c:PositionCollection>
	<c:PhotoCollection>
		<c:Photo c:ElementID="eb855b4d-e556-4dbb-ad00-527021e761a9">
			<c:LabelCollection>
				<c:Label>UserTile</c:Label>
			</c:LabelCollection>
		</c:Photo>
	</c:PhotoCollection>
</c:contact>

```

Mã XML có thể đơn giản hơn nếu có thông tin trùng lặp.
 
Ví dụ nếu địa chỉ doanh nghiệp và địa chỉ nhà trùng nhau, tệp có thể đơn giản hơn bằng cách trỏ các giá trị Label Businessvà Label Personal về PhysicalAddress:
```
<c:PhysicalAddressCollection>
	<c:PhysicalAddress c:ElementID="d63a50ea-bf80-45b1-a293-73345b58adcd">
		<c:Country>United States of America</c:Country>
		<c:PostalCode>30314</c:PostalCode>
		<c:Region>LA</c:Region>
		<c:Locality>Baytown</c:Locality>
		<c:Street>100 Waters Edge</c:Street>
		<c:LabelCollection>
			<c:Label>Business</c:Label>
			<c:Label>Personal</c:Label>
		</c:LabelCollection>
	</c:PhysicalAddress>
</c:PhysicalAddressCollection>

```